# Conflit de Transnistrie
Conflits post-soviétiques
Le conflit de Transnistrie (roumain : Conflictul din Transnistria ; russe : Приднестровский конфликт) est un conflit gelé en cours entre la Moldavie et l'État non reconnu de Transnistrie. Sa phase la plus active a été la guerre de Transnistrie, l'un des premiers conflits post-soviétiques. Il y a eu plusieurs tentatives pour résoudre le conflit, qui ont toutes échoué. Le conflit peut être considéré comme ayant commencé le 2 septembre 1990, lorsque la Transnistrie a fait une déclaration formelle de souveraineté la séparant de la Moldavie (qui faisait alors partie de l'Union soviétique).
La Transnistrie est également connue comme Pridnestrovie (« près du Dniestr », appellation usuelle russe). Le nom Transnistrie (« au-delà du Nistre », appellation usuelle moldave francisée) n'est pas officiel car le nom officiel est République moldave du Dniestr (RMD, en moldave/roumain Република Молдовеняскэ Нистрянэ - Republica Moldovenească Nistreană, en russe Приднестровская Молдавская Республика et en ukrainien Придністровська Молдавська Республіка soit ПМР - PMR). En 1990, lorsque la Moldavie déclare son indépendance, la Transnistrie choisit de rester membre de l'Union des républiques socialistes soviétiques et en 1991, lorsque se produit la dislocation de l'URSS, elle proclame son indépendance. Étant donné qu'entre ces deux dates Mikhaïl Gorbatchev, alors Secrétaire général du Parti communiste de l'Union soviétique, n'a pas reconnu sa souveraineté, aucun membre des ONU ne la reconnaît pas non plus : pour le droit international et l'ONU, elle devrait être une région autonome de la Moldavie, et c'est le statut que lui proposent les autorités moldaves. Mais la Transnistrie fait partie des territoires occupés par la Russie et a obtenu la reconnaissance diplomatique de trois États post-soviétiques et pro-russes non reconnus : l'Abkhazie, l'Ossétie du Sud et, jusqu'à sa disparition en 2023, l'ancien Artsakh.

## Statut historique de la Transnistrie

### Jusqu'à la Seconde Guerre mondiale
L'Union soviétique crée en 1924 une région autonome moldave à l'intérieur de la République socialiste soviétique d'Ukraine : la République socialiste soviétique autonome moldave, où près de la moitié de la population parle alors roumain, avec Balta, puis Tiraspol comme capitales successives.
Pendant la Seconde Guerre mondiale, la Roumanie, alors alliée au Troisième Reich, prend le contrôle de la Transnistrie, sans l'annexer mais en la transformant en lieu de déportation et de massacre pour les antifascistes, les Juifs et les Roms.

### Conséquences territoriales du conflit de 1992

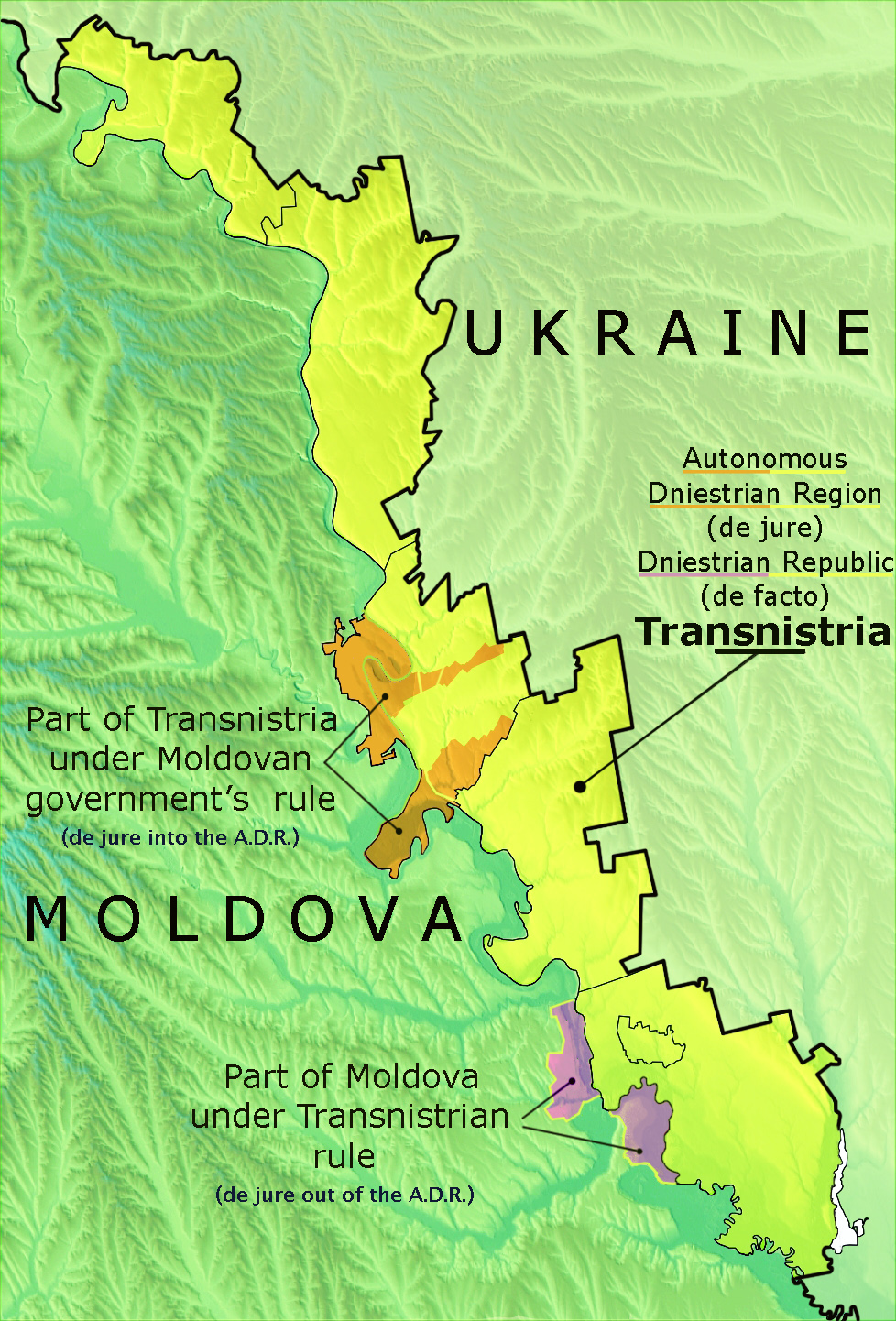
Situation territoriale du conflit.

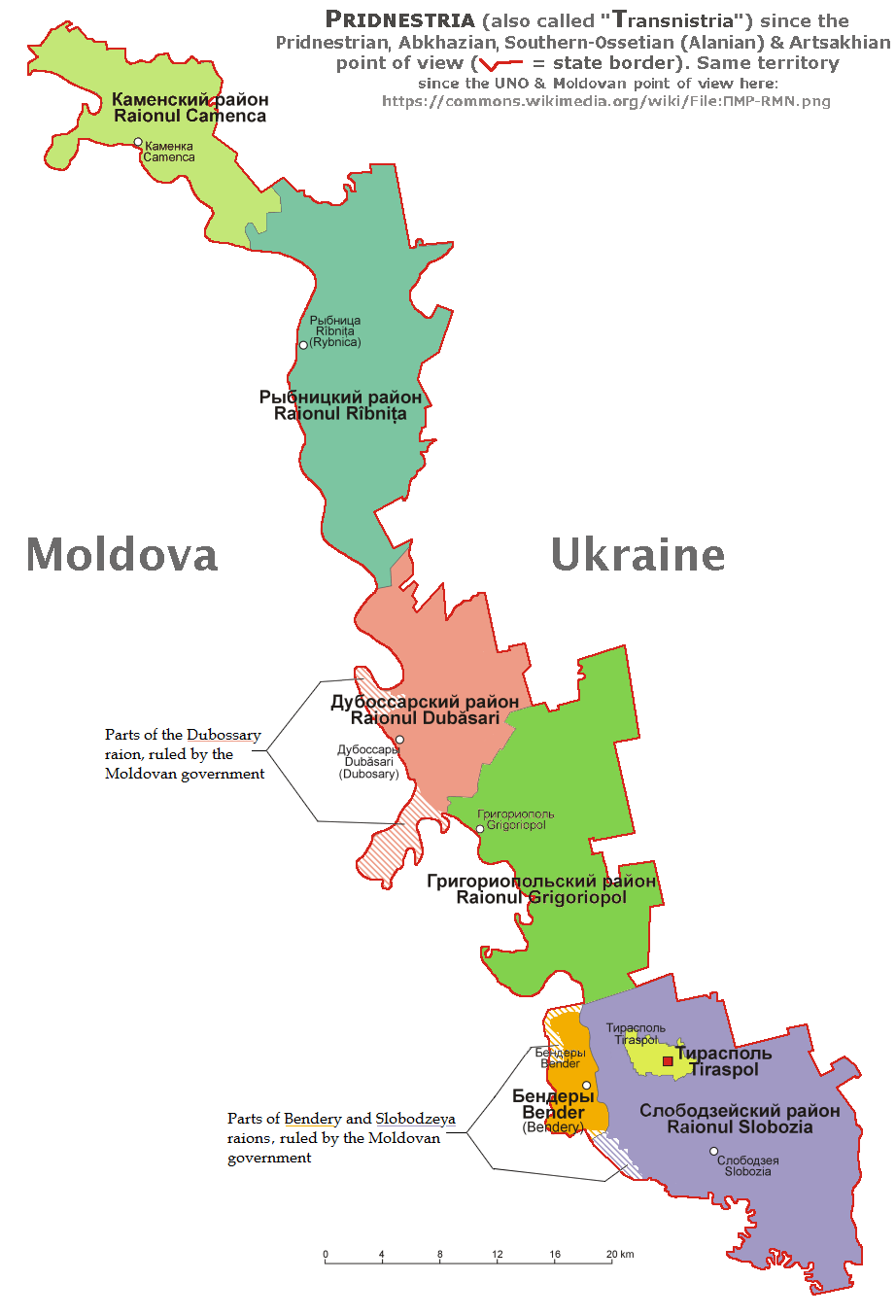
Divisions administratives (« raïons ») de la Transnistrie selon son propre point de vue.

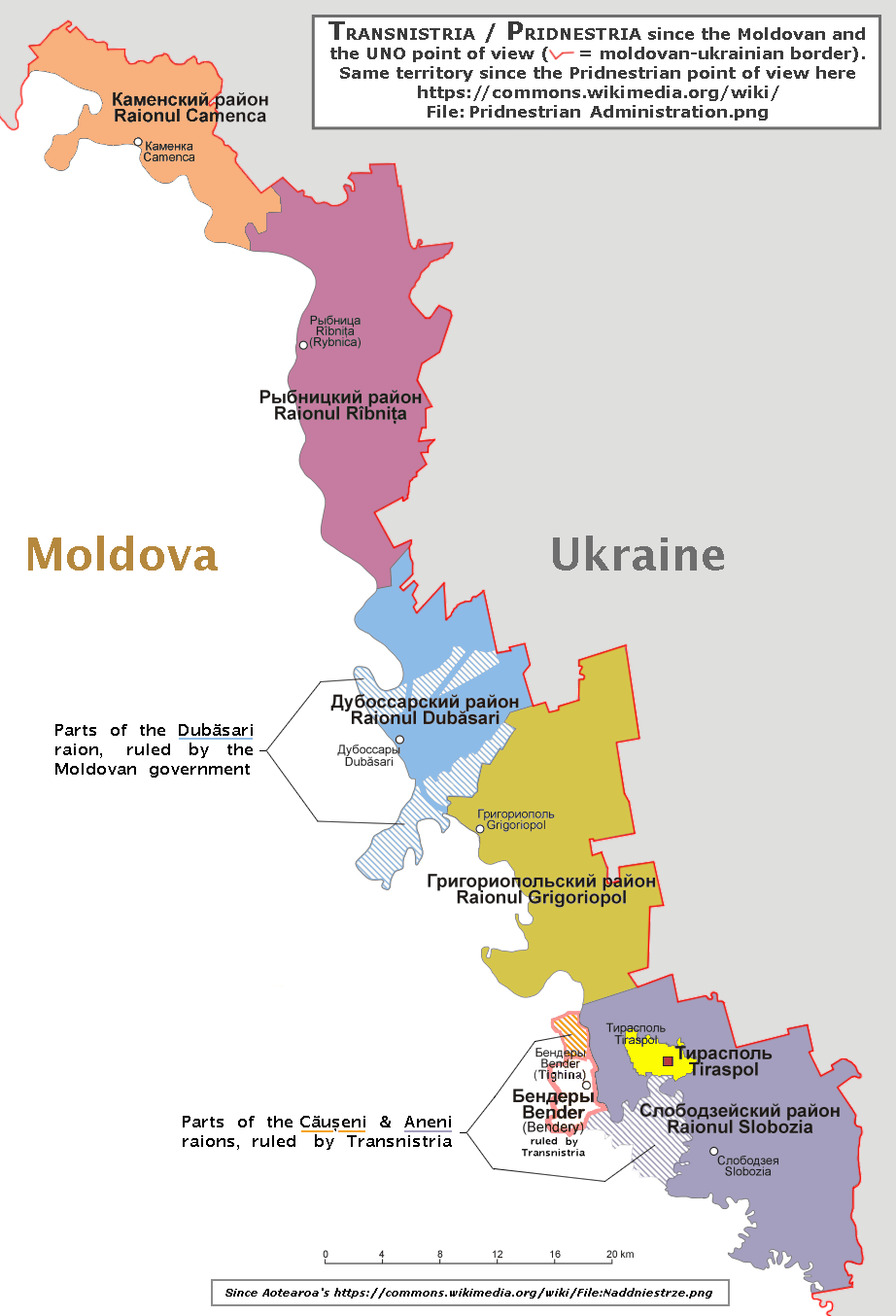
« Raïons » de la Transnistrie selon le point de vue de l'ONU et de la Moldavie.

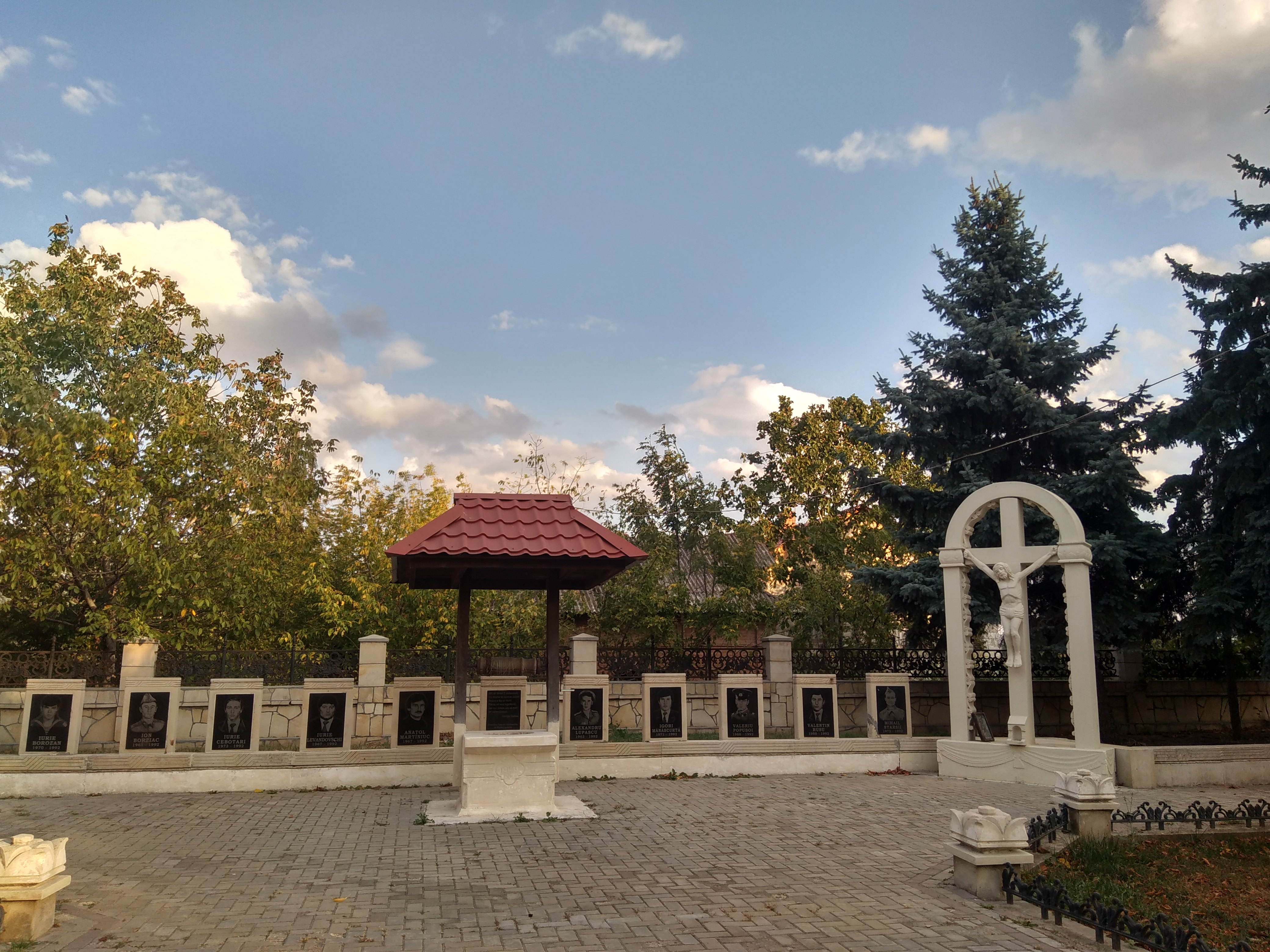
Monument aux morts du conflit de 1992 à Soroca.

#### Rive gauche du Dniestr
Pendant la Guerre du Dniestr, certains villages de la partie centrale de la Transnistrie (sur la rive gauche orientale du Dniestr), se sont rebellés contre les nouvelles autorités séparatistes de Transnistrie et sont restés sous contrôle moldave : il s'agit de la commune de Cocieri (y compris le village de Vasilești), la commune de Molovata Nouă (en) (y compris le village de Roghi), la commune de Corjova (en) (y compris le village de Mahala), la commune de Coșnița (en) (y compris le village de Pohrebea), la commune de Pîrîta (en) et la commune de Doroțcaia. Le village de Corjova est en fait divisé entre les zones de contrôle transnistriennes et celles du gouvernement moldave. Roghi est également contrôlé par la Transnistrie.

#### Rive droite du Dniestr
Certaines zones situées sur la rive droite du Dniestr sont sous contrôle transnistrien. La plus importante est la ville stratégique de Bender (Tighina) avec sa banlieue Proteagailovca (en), les communes de Gîsca, Chițcani (en) (y compris les villages de Mereneşti et Zahorna) et la commune de Cremenciug (en), officiellement dans le raion de Căușeni, situé au sud de Bender/Tighina (Bender est le nom turc adopté par les Russophones, Tighina est le nom moldave). L'aspect stratégique de cette zone est à la fois ferroviaire (elle sépare les parties nord et sud du réseau ferroviaire moldave et contrôle les accès de la Moldavie vers le port ukrainien d'Odessa) et militaire (elle abrite le dépôt de munitions de Cobasna).
Les autorités transnistrienns revendiquent également, mais sans les contrôler, les communes de Varnița (en), dans le raion d'Anenii Noi, une banlieue nord de Bender, et Copanca (en), dans le raion de Căușeni, au sud de Chițcani.

#### Tensions ultérieures
Plusieurs conflits ont surgi de ces territoires transversaux. En 2005, les forces armées transnistriennes sont entrées dans Vasilești / Vassilievka située sur la route stratégique reliant Tiraspol et Rîbnița, mais se sont retirées après quelques jours. En 2006, il y avait des tensions autour de Varnița (en). En 2007, il y a eu une confrontation entre les forces moldaves et transnistriennes dans le secteur de Dubăsari-Cocieri, heureusement sans victimes. Le 13 mai 2007, le maire du village de Corjova (en), qui est sous contrôle moldave, a été arrêté par la Milice transnistrienne (nom local des forces de police) en même temps qu'un conseiller de la partie sous contrôle moldave du raion de Dubăsari.
Dans un contexte de tensions accrues entre la Russie et l'Ukraine, le 14 janvier 2022, les services de renseignement militaires ukrainiens ont déclaré que les services spéciaux russes préparaient des « provocations » contre les soldats russes présents en Transnistrie à ce moment pour créer un prétexte à une invasion russe de l'Ukraine méridionale (Odessa) à partir de la Transnistrie.

## Position des partisans du gouvernement transnistrien
En 1990, la RSS moldave pridnestrovienne a été proclamée dans la région par un certain nombre de responsables soviétiques locaux conservateurs opposés à la perestroïka. Selon les partisans de la Transnistrie, puisque le territoire à l'est du fleuve Dniestr, historiquement la Podolie, n'a jamais appartenu à la principauté de Moldavie, la Moldavie moderne n'a donc ici aucun droit historique. Les autorités moldaves répondent que si l'on devait se référer au « droit historique », elles pourraient revendiquer la frontière médiévale de l'ancienne principauté, incluant l'oblast de Tchernivtsi et le Boudjak, avec accès à la mer Noire, ce qui serait anachronique et absurde. Et elles rappellent que la proclamation de la Transnistrie a été immédiatement annulée par le secrétaire général du Parti communiste de l'Union soviétique, Mikhaïl Gorbatchev.
Lors de la Dislocation de l'URSS en 1991, la Moldavie est devenue indépendante, mais sans la Transnistrie. En 2006, les dirigeants transnistriens organisent un référendum (en) pour déterminer le statut de la Transnistrie. Il y avait deux déclarations sur le bulletin de vote : la première était « Renonciation à l'indépendance et future intégration potentielle à la Moldavie » ; la seconde était « Indépendance et future intégration potentielle en Russie ». Les résultats de ce double référendum ont été qu'une grande partie de la population était contre la première déclaration (96,61 %) et en faveur de la seconde (98,07 %), et une étude menée en 2010 par l'université du Colorado à Boulder a montré que plus de 80 % des Russes et des Ukrainiens transnistriens (60% de la population) et les deux tiers des Moldaves (39,9 % de la population transnistrienne en 1989) préféraient l'indépendance ou l'annexion par la Russie plutôt que la réunification avec la Moldavie, mais il faut rappeler qu'il n'y a pas d'opposition politique ni de liberté d'opinion en Transnistrie, que l'armée russe y est toujours stationnée, et qu'un grand nombre d'expatriés économiques transnistriens vit et travaille en Russie.

## Position moldave
De facto, la Moldavie a perdu le contrôle de facto de la Transnistrie (État)Transnistrie en 1992, en perdant la guerre du Dniestr. Comme les autres États post-soviétiques, la République de Moldavie se considère comme l'État successeur légitime de la RSS moldave (avec droit de sortir de l'Union soviétique conformément à la dernière version de la Constitution soviétique). Par le principe de l'intégrité territoriale, la Moldavie affirme que toute forme de sécession d'un territoire de l'État moldave sans le consentement du gouvernement et du Parlement est illégale. Le gouvernement moldave estime que sa position est soutenue par le droit international et souligne que même la Russie ne reconnaît pas juridiquement la Transnistrie. Il souhaite mettre en œuvre la réintégration de la Transnistrie dans la Moldavie en tant que région autonome, peut-être sous le nom de « Nistrie » (entre 1998 et 2001, le gouvernement moldave avait déjà subdivisé le pays en créant une région autonome de « Nistrie » sur les deux rives du Dniestr, mais le gouvernement de Tiraspol refusa de s'y intégrer). Selon les sources moldaves, le climat politique en Transnistrie ne permet pas la libre expression de la volonté des habitants de la région et les partisans de la réintégration de la Transnistrie en Moldavie sont victimes de harcèlement, d'arrestations arbitraires et d'autres types d'intimidation de la part des autorités séparatistes.
En raison de la non-reconnaissance de l'indépendance de la Transnistrie, la Moldavie estime que tous les habitants de la Transnistrie sont légalement parlant des citoyens de la Moldavie. Cependant, on estime que 60 000 à 80 000 habitants de Transnistrie ont acquis la nationalité russe et qu'environ 20 000 Transnistriens ont acquis la nationalité ukrainienne.

## Reconnaissance internationale de la souveraineté de la Transnistrie
Seuls trois entités politiques (en) reconnaissent la souveraineté de la Transnistrie, qui sont eux-mêmes des États largement non reconnus : l'Abkhazie, l'Ossétie du Sud et l'Artsakh. Les quatre États sont membres de la Communauté pour la démocratie et les droits des nations. Le 22 février 2023 la Russie a abrogé un décret de 2012 exprimant la volonté du Kremlin de « trouver une solution légale pour la Transnistrie en respectant l'intégrité territoriale de la Moldavie », abrogation pouvant permettre à la Russie de reconnaître officiellement la sécession transnistrienne, comme elle l'a déjà fait avec L'Abkhazie ou l'Ossétie du Sud en Géorgie

## Résolution des Nations unies A/72/L.58

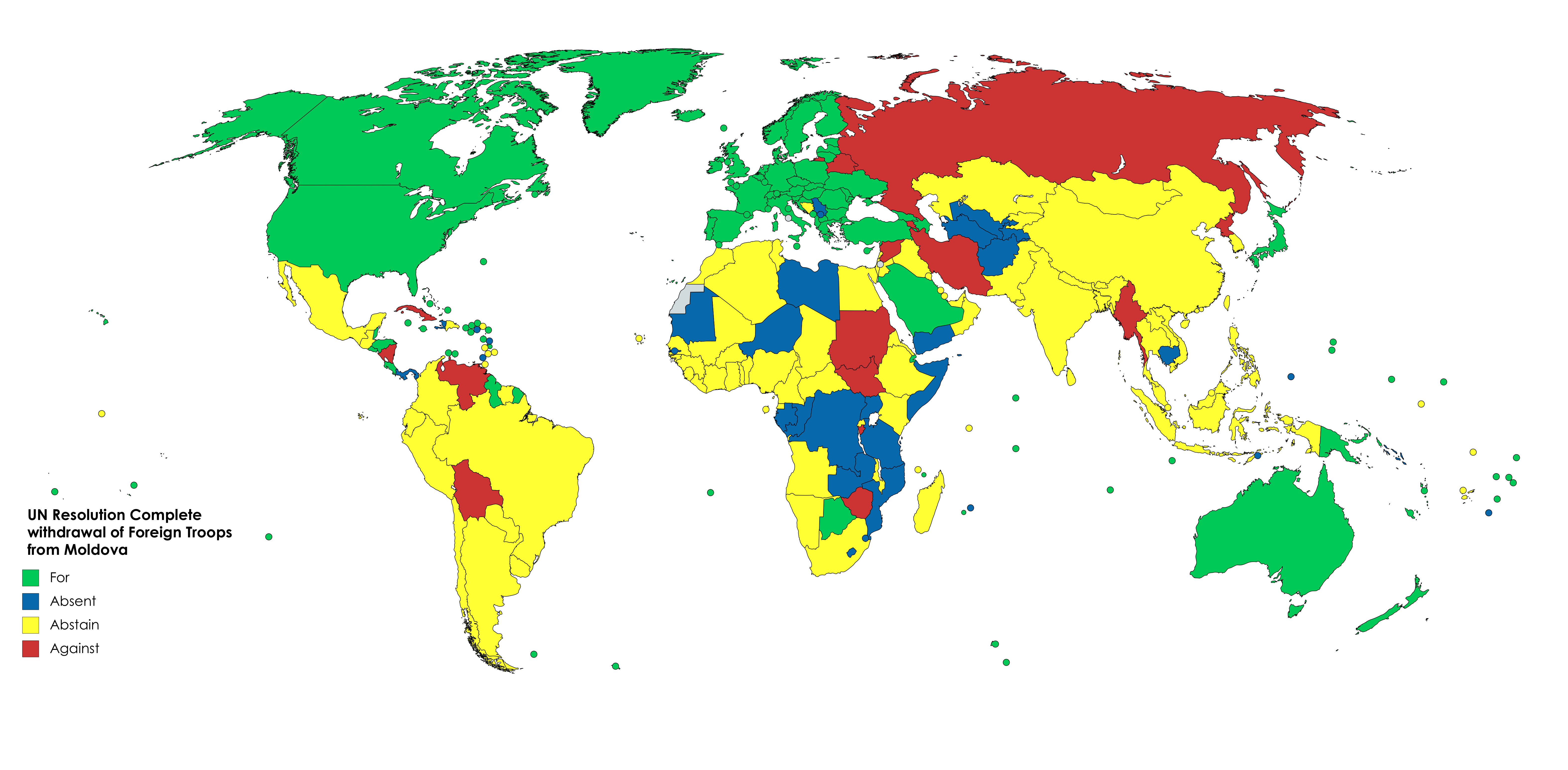
Résultats du vote de l'Assemblée générale des Nations unies sur le retrait des soldats étrangers en Transnistrie.
En faveur
Contre
Abstenu
Absent lors du vote
Non membre des Nations unies

Le 22 juin 2018, la République de Moldavie a soumis une résolution de l'ONU appelant au « retrait complet et inconditionnel des forces militaires étrangères du territoire de la République de Moldavie, y compris la Transnistrie ». La résolution a été adoptée à la majorité simple.